# 울림의 탄생
울림의 탄생(The Birth of Resonance)은 한국에서 제작된 이정준 감독의 2020년 다큐멘터리 영화이다. 임선빈 등이 주연으로 출연하였다.

## 출연

### 주연
- 임선빈
- 임동국